# قلعة كليسون
قلعة كليسون هي قلعة تقع في بلدة كليسون، لوار الأطلسية، فرنسا. في 13 أغسطس 1924 ضمتها وزارة الثقاقة الفرنسية ضمن المعالم التاريخية في فرنسا.